# Bush House (Midlothian)

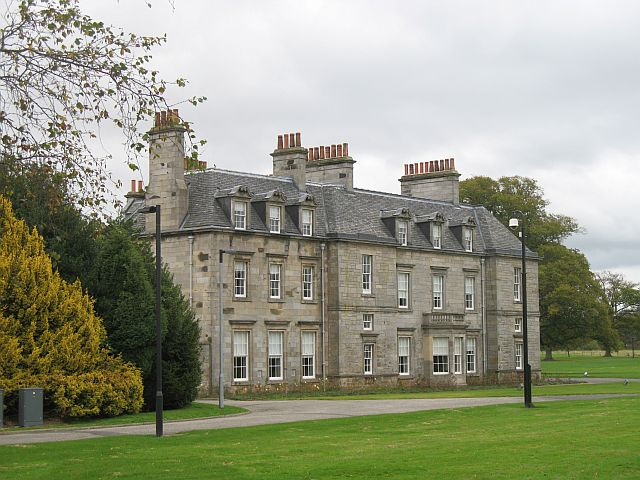
Bush House

Bush House ist ein Herrenhaus in der schottischen Stadt Penicuik in der Council Area Midlothian. 1971 wurde das Bauwerk in die schottischen Denkmallisten in der höchsten Kategorie A aufgenommen. Des Weiteren bildet es mit verschiedenen Außengebäuden ein Denkmalensemble der Kategorie B.

## Geschichte
Das Anwesen von Bush House befand sich seit 1722 im Besitz der Familie Moubray. Um 1750 heirateten Archibald Trotter und Jean Moubray. Trotter ließ daraufhin Bush House am Standort eines alten Bauernhauses errichten. Sein Sohn Robert beauftragte die schottischen Architekten Robert und James Adam mit der Planung, Umgestaltung und Erweiterung des Herrenhauses. Die Entwürfe wurden teilweise 1791 ausgeführt. Für eine weitere Umgestaltung im Jahre 1795 zeichnet Robert Rowand Anderson verantwortlich.
Das ebenfalls in Familienbesitz befindliche Dryden House befand sich ab 1848 in einem unbewohnbaren Zustand und dessen Inneneinrichtung wurde teilweise nach Bush House transferiert. Mitte des 20. Jahrhunderts erwarb die Universität Edinburgh das Anwesen. Sie richtete dort das Edinburgh Centre of Rural Economy ein. Heute bildet es den Mittelpunkt der Edinburgh Technopole, einem Technologiepark.

## Beschreibung
Das klassizistische Bush House liegt am Nordrand von Penicuik. An der drei Achsen weiten, nordostexponierten Frontseite des dreistöckigen Sandsteinbauwerks tritt mittig eine Auslucht halbrund hervor. Der in dieser befindliche Eingangsbereich ist mit dorischen Säulen und Segmentgiebel gestaltet. Darüber läuft ein Balkon mit steinerner Balustrade um.